# 亞當·史密斯 (1992年出生足球運動員)
亞當·史密斯（英語：Adam Smith；1992年11月23日—）是一位英格蘭足球運動員。在場上的位置是守門員。他曾效力於英格蘭足球超級聯賽球隊萊斯特城足球俱樂部。他在2015年5月被媒體爆出召妓後加盟諾咸頓城足球會。

## 召妓事件
2015年5月30日，於李斯特城在季後訪問泰國期間，包括領隊（Nigel Pearson）的兒子占士·皮雅臣（James Pearson）在內的三名年青球員與當地三名女子的集體性愛影片流出，當中並有種族主義嘲弄的行為。2015年6月17日，三名性愛影片主角占士·皮雅臣、汤姆·霍珀（Tom Hopper）和史密斯一同被球會中止合約。

## 外部連結
- 足球数据库：亞當·史密斯的球员统计数据
- Soccerway資料庫：Adam Smith